# Mellotron

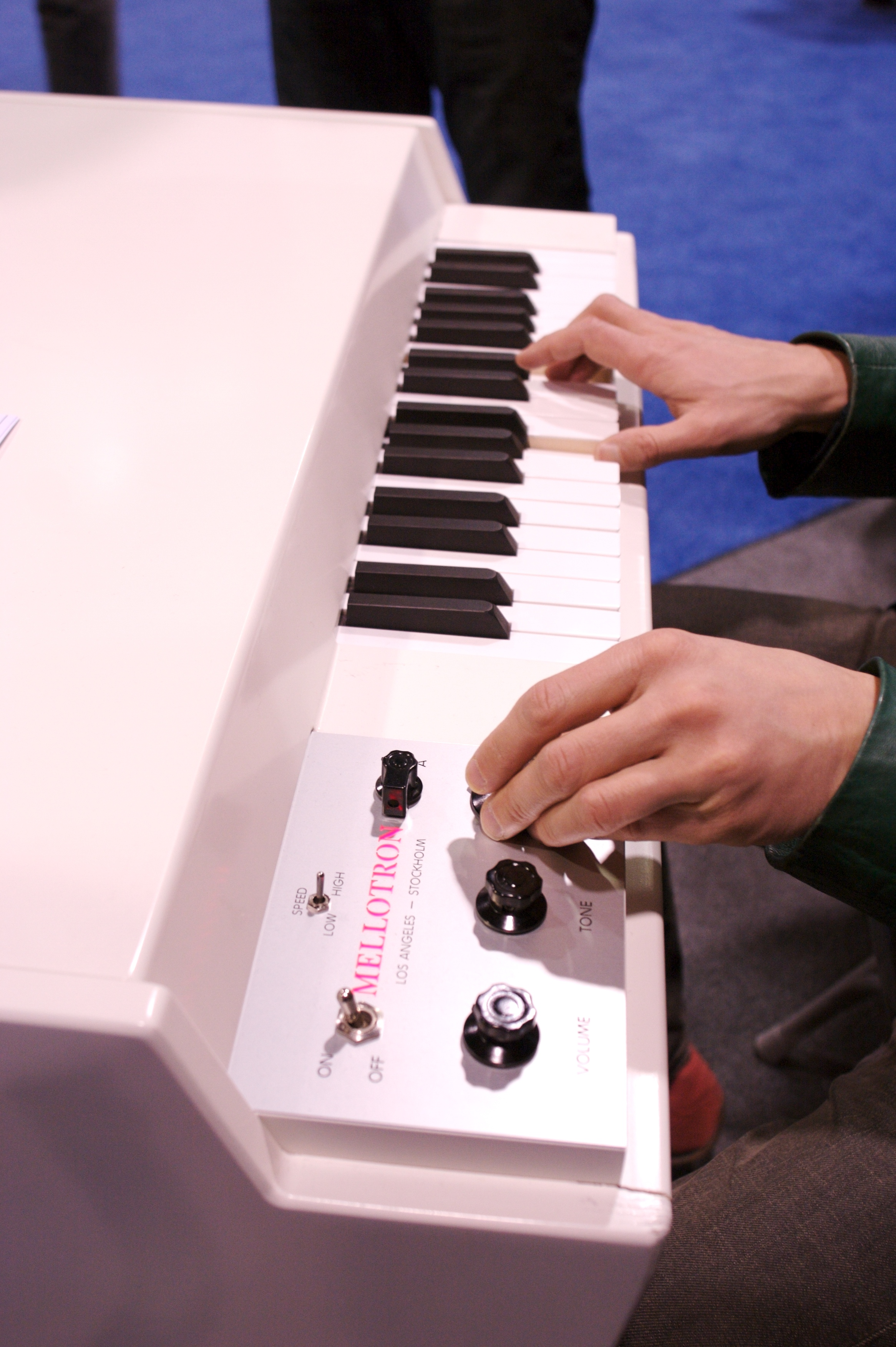
Mellotron

Mellotron je elektromechanický polyfonní klávesový nástroj. Technicky je nástupcem Chamberilnu, vůbec prvního klávesového sampleru. Vyvinut byl na počátku šedesátých let dvacátého století v anglickém Birminghamu. Nástroj používá banky předem nahraných magnetických pásek. Na každé pásce je vzorek dlouhý zhruba osm sekund a každá je přiřazena právě jedné klávese. Při stisku klávesy se začne patřičná páska přehrávat. Po uvolnění klávesy se páska rychle převine na začátek, nefunguje tedy jako nekonečná smyčka. Toto řešení společně s nedokonalostmi jako nepravidelnost pohybu pásku a zkreslení hlav dávalo vzniknout velmi originálnímu zvuku Mellotronu, oblíbenému mezi experimentujícími hudebníky.

## Stručná historie
Američan Harry Chamberlin, vynálezce původního nástroje, zaměstnával ve svém obchodě v Kalifornii muže jménem Bill Fransen. Ten nebyl spokojen s častou poruchovostí a omezením nástroje a se dvěma kusy odcestoval do Anglie, aby našel společníky, se kterými chtěl postavit lepší nástroj na stejném principu. Začal spolupracovat s firmou Bradmatic, aniž by zástupce společnosti informoval, že se nejedná o jeho vynález a patent. Později se vše vyjasnilo a Chamberlin nakonec svou technologii firmě Bradmatic prodal. Tato firma byla přejmenována na Streetly Electronics a založena byla též nová společnost Mellotronics, která se zabývala vlastním prodejem Mellotronů.

## Popis nástroje
První modely Mark I a Mark II byly vybaveny dvěma manuály. Pravý manuál zajišťoval přehrávání vzorků osmnácti melodických nástrojů (jako smyčce, flétny či žestě). Pomocí levého manuálu se přehrávaly rytmické vzorky nejrůznějších hudebních stylů. Pásky měly tři přepínatelné stopy a bylo možné převinout do šesti pozic a měnit tak přehrávané zvuky - "zvukové banky".

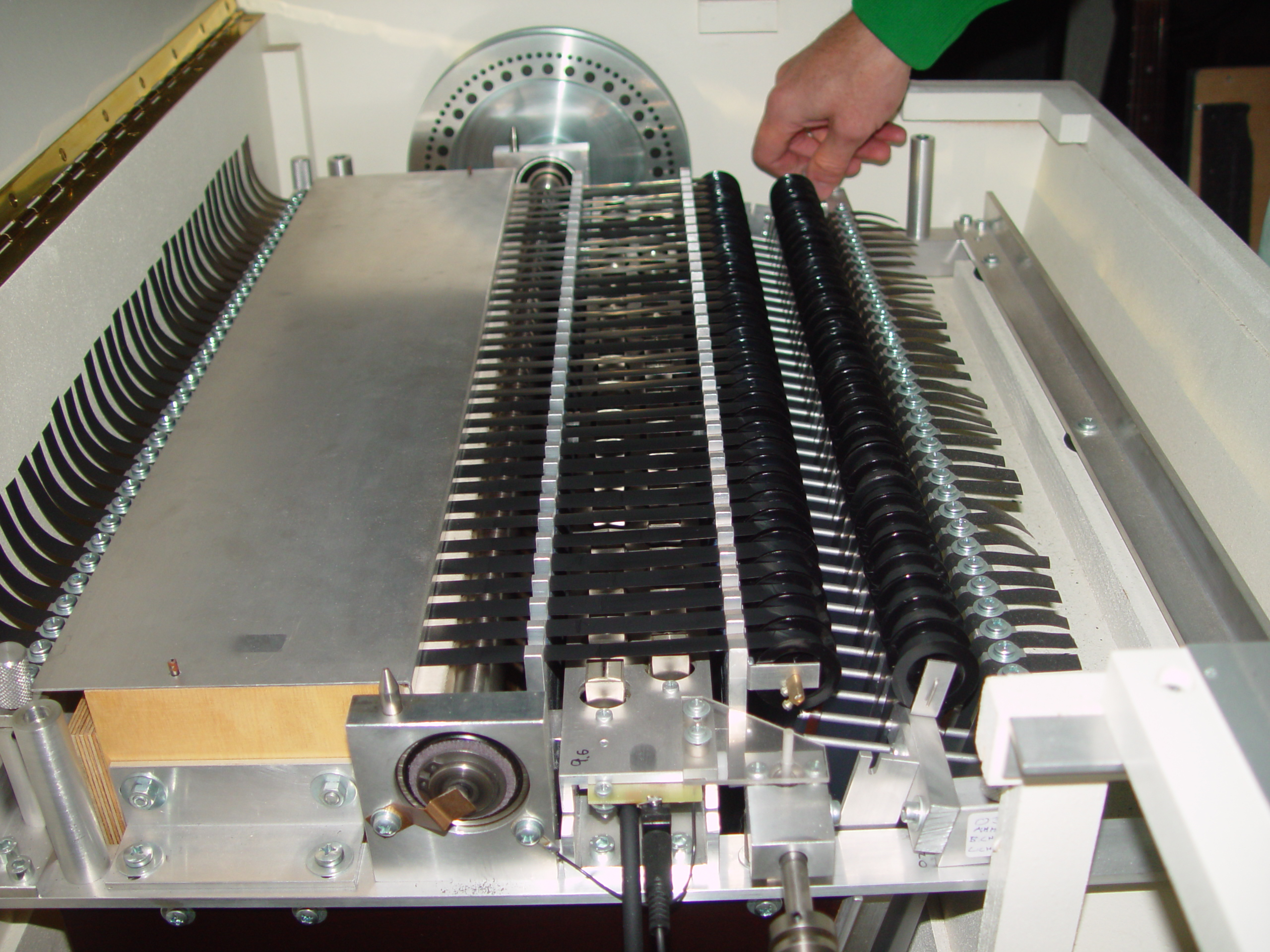
Otevřený mellotron s páskami

Zvukové banky pozdějších typů (M300, M400) obsahovaly pouze tři volitelné zvuky (častou kombinací byly dva smyčcové nástroje a osmihlasý sbor). Aby bylo možné využívat více zvuků, byly pásky vloženy do vyměnitelného rámu. Hlavním důvodem tohoto řešení bylo snížení hmotnosti celého nástroje, zejména kvůli náročné přepravě a instalaci na pódium (váha původních Mellotronů se pohybovala kolem 150 kg). Pásky bylo možno vyměnit relativně rychle. Tyto nástroje měly již jen jeden manuál.
V devadesátých letech se objevily nové modely Mellotronu, využívající moderních technologií. Základní princip však zůstal stejný. Tyto nástroje lze najít například pod označením MkVI nebo M4000.

## Využití v hudbě
Pravděpodobně prvním, kdo využil Mellotron v populární hudbě, byl britský multiinstrumentalista Graham Bond, a to ve skladbě Baby Can It Be True v roce 1965.
The Beatles využili poprvé Mellotron roku 1967 ve skladbě Strawberry Fields Forever. Známé jsou především úvodní flétny v této písni.
Mezi dalšími umělci, využívajícími Mellotron v šedesátých letech, byli Pink Floyd, The Moody Blues, Jimi Hendrix, Deep Purple, Donovan, Procol Harum, Cream nebo The Rolling Stones.
V sedmdesátých letech využívalo Mellotron množství skupin, hrajících progresivní rock, např. King Crimson, Genesis, The Alan Parsons Project, Yes, Strawbs, Barclay James Harvest, Hawkwind, Rush nebo Led Zeppelin.
V osmdesátých letech, díky rozšíření mnohem levnějších analogových syntezátorů, popularita Mellotronu upadala. Využívaly jej například skupiny XTC, Cardiacs nebo IQ.
V devadesátých letech zájem o zvuk Mellotronu znovu vzrostl. Na svých nahrávkách jej použily skupiny U2, Marillion, Soundgarden, The Smashing Pumpkins, Faith No More, Porcupine Tree, Radiohead, Oasis, The Flower Kings nebo Paul Weller či Lenny Kravitz. V roce 1997 jej na svém turné hojně používal Jean-Michel Jarre.
Ze skupin, využívajících Mellotron na začátku nového století, lze jmenovat Dream Theater, Spock's Beard, System of a Down, The Strokes, The Ataris, nebo Hooverphonic.

### Příklady známých skladeb a alb
- The Beatles – Strawberry Fields Forever, The Continuing Story of Bungalow Bill
- Cream – Badge
- Elton John – Goodbye Yellow Brick Road
- Jean Ven Robert Hal - Laser Hal 1 (Part. 1)
- King Crimson – In the Court of the Crimson King
- The Moody Blues – Nights in White Satin
- Pink Floyd – Julia Dream, Atom Heart Mother
- Foo Fighters – I Should Have Known
- Tangerine Dream - Phaedra, Rubicon, The Sorcerer
- Klaus Schulze
- Yes – Close to the Edge